# Stichaeopsis epallax
Stichaeopsis epallax är en fiskart som först beskrevs av Jordan och John Otterbein Snyder 1902.  Stichaeopsis epallax ingår i släktet Stichaeopsis och familjen taggryggade fiskar. Inga underarter finns listade i Catalogue of Life.